# Udržitelné investování
Udržitelné investování, nebo také investování podle Environmentální, Sociální a Governance (ESG) kritérií, je forma investování při které se mimo finančního zisku hledí také na udržitelnost a sociální impakt dané investice.
Zastánci ESG poukazují hlavně na benefity spojené s vyšší finanční výkonností a nižším rizikem. Historická návratnost investicí do ESG fondů ale poukazuje na nižší dlouhodobé výnosy.
Kritici ESG mluví o nedemokratických a vágních kritériích. Hodnocení ESG může být pro někoho matoucí. ESG také může být problematické pro greenwashing.

## Historie vzniku
Pojem ESG vznikl až v roce 2006 reportu OSN, na téma Principy udržitelného investování. V tomto roce se 63 investičních společností, s majetkem pod správou (assets under management - AUM) s hodnotou 6,5 trilionu dolarů, zavázalo zohledňovat ESG kritéria ve svých finančních valuacích. V roce 2019 to pak již bylo 2 450 společností s AUM s hodnotou 80 trilionů dolarů.
Různé variace udržitelného investování byly však tématem již dlouho předtím. Jedním z prvních finančních instrumentů, který se zabýval konceptem ESG byl FTSE4Good Index Series, vznik v roce 2001. Tento index nabízel Britským penzijním fondům možnost zohlednit sociální, etické a environmentální faktory. V roce 2002 tento index také zohledňoval kritéria ohledně managementu. V roce 2003 pak i vyhodnocoval kritéria lidských práv. Posledně pak v roce 2005 začal zohledňovat i správu dodavatelského řetězce.
V roce 2014 byla přijata směrnice 2014/95/EU týkající se nefinančního reportingu.
V roce 2022 byla přijata směrnice o podávání zpráv o udržitelnosti.

## Rozdělení faktorů

### Environment faktor
Environment indikátory hodnotí vliv společnosti na životní prostředí (např.: ekosystémy, lidské zdraví, ovzduší, půdu a vodu). Hlavními kritérii jsou pak energetická efektivita, uhlíková stopa nebo schopnost zpracovávat odpad.
Excelování v těchto kritériích by tak mělo vést k nižší nákladům například spojené s regulatorními opatřeními a soudním nebo reputačním rizikem.

### Sociální faktor
Sociální indikátory hodnotí vliv společnosti na širší veřejnost (např.: zaměstnance, dodavatele, zákazníky). Hlavními kritérii mohou být spokojenost zákazníků, diversita ve společnosti, angažovanost zaměstnanců nebo charitativní dary.
Studie například ukazují, že firmy, které jsou na seznamu „100 nejlepších firem pro které pracovat v Americe“ generovaly o 2,3–3,8 % vyšší výkonnost v daný rok než srovnatelné společnosti.

### Governance faktor
Governanace indikátory hodnotí standarty při vedení společnosti. Hlavními kritérii mohou být kompenzace vrcholového managementu, peníze použité na lobbying, míra korupce nebo transparentnost vůči akcionářům. Firmy s lepším hodnocením pak mají také lepší kreditní hodnocení nebo nižší credit default swap spreads.

## Hodnoticí agentury
Kritéria ESG jsou vyhodnocována nebo řešeny následujícími agenturami různými světovými agenturami např.:
- MSCI[pozn. 1]
- Global Reporting Initiative (GRI)
- CFA Institute
- International Federation of Accountants (IFAC)
- Society of Investment Professionals in Germany (Deutsche Vereinigung für Finanzanalyse und Asset Management, DVFA)
- Konference OSN o obchodu a rozvoji (United Nations Conference on Trade and Development, UNCTAD)
- European Academy of Business in Society (EABIS)

## Nařízení EU o zveřejňování udržitelných financí
Nařízení o zveřejňování informací souvisejících s udržitelností v odvětví finančních služeb (SFDR, z anglického Sustainable Finance Disclosures Regulation) je označení pro normu (EU) 2019/2088.
Nařízení stanovuje, která data o udržitelnosti musí účastníci finančního trhu sbírat a zveřejňovat. V čl. 2 bodě 17 této normy se stanoví zásada „významně nepoškozovat“. K tomu se vážou mj. 
- nařízení o rámci pro udržitelné investice[12],
- regulační technické normy[13],
- nařízení kterým se mění technické normy[14].

Komise na zvláštní stránce postupně publikuje, tak jak je vydává, všechny implementační akty k SFDR.
SFDR je tedy nařízení, které ukládá povinné zveřejňování ESG: investoři musí hlásit hlavní nepříznivé dopady (Principal Adverse Impact, PAI) svých portfolií. PAI je seznam faktorů udržitelnosti, které musí firmy vzít v úvahu při své investiční politice a rozhodování.

## ESG v Česku
Směrnice Evropského Parlamentu o nefinančním vykazování (NFRD) ukládala povinnost dotčeným společnostem zveřejňovat informace o udržitelnosti.
Novější směrnice CSRD má dopad do
- zákona č. 563/1991 Sb., o účetnictví,
- zákona č. 93/2009 Sb., o auditorech a
- zákona č. 256/2004 Sb., o podnikání na kapitálovém trhu.

Od roku 2024 musí velké společnosti a postupně i menší firmy (pokud jsou jejich cenné papíry přijaty k obchodování na regulovaných trzích EU) podle nového zákona o účetnictví předkládat zprávy o udržitelnosti (ESG reporty) jako samostatnou část výročních zpráv.

## ETF s ESG tematikou
Růst kapitálu ETF fondů s ESG tematikou postupuje mílovými kroky a jen mezi roky 2018 a 2019 byl příliv peněz v Evropě s vloženými 120 miliardami eur dvojnásobný. Podobný trend se dá sledovat i v USA. Mezi nejznámější firmy s touto politikou patří třeba Unilever, Vodafone, Wells Fargo, JPMorgan.
Ray Dalio se vyjádřil o nutnosti rozvíjení udržitelné společnosti a mimochodem i o narůstajícím třídním napětí či možné revoluci v Americe. Etické investování se objevuje jak u Norských státních fondů, tak v portfoliu České národní banky a uvažuje o tom i Evropská centrální banka.